# Godofredo Stutzin
Godofredo Stutzin Lipinski (1917, Imperio Alemán - 11 de febrero de 2010, Santiago de Chile) fue un abogado y ecologista chileno-alemán. Es reconocido por la fundación de las organizaciones Unión de Amigos de los Animales (1955) y Comité Nacional Pro Defensa de la Flora y Fauna (1968), organizaciones pioneras en la defensa del bienestar animal y del cuidado del medio ambiente en Chile.

## Biografía
Godofredo Stutzin nació en el Imperio Alemán en 1917. Sin embargo, debido a la ascendencia judía de su padre, debió emigrar luego de la toma del poder por parte del nazismo, trasladándose a Chile en 1935. En el país sudamericano estudió Derecho en la Universidad de Chile, interesandose en la teoría y práctica asociada al derecho ambiental. En ese sentido, destaca su inquietud por entender la naturaleza como sujeto de derecho, idea de la que se le considera uno de los pioneros en Chile.
En 1955 fundó la Unión de Amigos de los Animales (UAA), segunda organización más antigua de Chile dedicada a la defensa del bienestar animal. En 1968 fue el principal líder en la fundación del Comité Nacional Pro Defensa de la Flora y Fauna (CODEFF), primera organización ambientalista de Chile, y donde también participaron otras importantes figuras de la época como Rafael Elizalde y Juan Grau.
Durante la dictadura militar de Augusto Pinochet logra mantener cierta incidencia a través de CODEFF, publicando su obra "Presencia de San Francisco" a través de la Editora Nacional Gabriela Mistral en 1974, así como diversos artículos de prensa en defensa del medio ambiente en años siguientes. A ello se suma el rol de su organización en lograr la ratificación de la Convención sobre el Tráfico de Especies Amenazadas, la declaración del alerce como monumento nacional en 1975, así como el cese de las actividades balleneras en Chile en 1983.
Fallece el 11 de febrero de 2010 en Santiago de Chile.

## Homenajes
En homenaje a su trayectoria, fue reconocido con la Orden al Mérito de la República de Austria y el premio “Global 500” del Programa de las Naciones Unidas para el Medioambiente, entre otras distinciones internacionales. Además, En Chile el año 2001 recibió el Premio Luis Oyarzún de la Universidad Austral de Chile en conjunto con el conservacionista estadounidense Douglas Tompkins.
En honor a su fundador, el Centro de Rehabilitación de Fauna Silvestre (CRFS) de CODEFF lleva el nombre de CRFS Godofredo Stutzin.

## Obras
Libros
- Presencia de San Francisco (1974)
- Ausencia de San Francisco (1989)
- Es war einmal eine schöne welt...  (1989)
- Cuando los animales tenían voz ... (1990)
- Verse von heute und gestern (1992)
- En defensa de nuestros bosques (1993)
- Auf des cóndors flugeln (2004)
- Fast eine insel, fast ein paradies : zweiter teil (im geiste Albert Schweitzers) (2007)

Artículos académicos
- Stutzin, G. (1973). La Naturaleza: ¿un Nuevo Sujeto de Derecho?. Jahuel.
- Stutzin, G. (1975). A note on conservation and politics. Environ. Policy Law, 1, 38-40.
- Stutzin, G. (1976). Should we recognize nature's claim to legal rights? An essay. Environmental Policy and Law, 2(3), 129.
- Stutzin, G. (1978). La naturaleza de los derechos y los derechos de la naturaleza. In Trabajo presentado en el Primer Congreso Nacional de Derecho del Entorno, Valparaíso.
- Stutzin, G. (1980). Die Natur der Rechte und die Rechte der Natur. Rechtstheorie, 11, 344.
- Stutzin, G. (1984). Un imperativo ecológico: reconocer los derechos de la naturaleza. Ambiente y Desarrollo, 1(1), 97-114.
- Stutzin, G. (1984). The tragedy of the false larch. Oryx, 18(4), 250-250.
- Stutzin, G. (1986). La doble personalidad del Derecho Ambiental. La Ley-Fundación ARN, Buenos Aires, 3.